# Cipriano Suárez
Cipriano Suárez (Ocaña, 1524–Plasencia, 19 de agosto de 1593) fue un jesuita, humanista y retórico español.

## Biografía
Ingresó en la Compañía a los veintiocho años, el 21 de septiembre de 1549; durante siete años enseñó retórica y durante veinte Sagradas Escrituras; dirigió en Portugal los colegios de jesuitas de Braga y Évora, de donde llegó a ser rector. Luego pasó a Alcalá de Henares, donde impartió clases de Retórica y Teología; acumuló una vasta erudición, estudiando Humanidades y Retórica durante siete años y Sagradas Escrituras durante veinte.
Su obra más célebre es un tratado de retórica en latín publicado en Coímbra en 1560, De arte rhetorica libri tres, ex Aristotele, Cicerone et Quintiliano praecipue deprompti / Tres libros sobre el arte de la retórica, extraídos principalmente de Aristóteles, Cicerón y Quintiliano, muy reimpreso, a veces corregido o compendiado (se conocen cuarenta ediciones en el siglo XVI y doscientas por toda Europa hasta fines del siglo XVIII), que fue incluido en la primera Ratio Studiorum o plan de estudios de los jesuitas, de 1586. Esta obra sustituyó a la retórica de Antonio de Nebrija e influyó en la Agudeza y arte de ingenio de Baltasar Gracián. De claro fin didáctico, la obra posee como apéndice unas útiles Tabulae rhetoricae que resumen cada capítulo. El primer libro se dedica a cuestiones generales, la inventio y los loci argumentorum; el segundo versa sobre la dispositio y el tercero está dedicado íntegramente a la elocutio. También colaboró con Juan de Grial en la edición de las obras completas de Isidoro de Sevilla impulsada por Felipe II y comentó los Evangelios de Marcos y Lucas.

## Obras
- De arte rhetorica libri tres, ex Aristotele, Cicerone et Quintiliano, Coímbra, 1562 (eds., s. l. 1565; Sevilla, 1569; Colonia, 1570; París, 1573; Amberes, 1575; París, 1576; Salamanca, 1577; Coímbra, 1583; Colonia, 1591; Ingolstadt, 1596; Colonia, 1604; Venecia, 1609; trad., intr. y notas de F. Romo Feito, Madrid, Consejo Superior de Investigaciones Científicas [CSIC]-Fundación Hernando de Larramendi, 2004).
- In Lucam, In Marcum, In librum s. Isidori Allegoriarum scholia. Madrid: [s.n.], 1568.[2]